# Peter Schwarz (Politiker)
Peter Schwarz (* 20. Mai 1909; † nach 1994) war ein deutscher Politiker der SPD.
Schwarz war gelernter Maurerpolier und trat um 1925 der SPD bei. Nachdem diese am 8. November 1955 mit der DSP und der SPS vereinigt worden war, wurde er zum ersten Vorsitzenden der Ortsgruppe Fechingen gewählt, später war er auch Vorsitzender und ab 1989 Ehrenmitglied des SPD-Ortsvereins Brebach-Fechingen. Daneben war er auch in der Gewerkschaft und der Arbeiterwohlfahrt engagiert. Er gehörte dem Gemeinderat von Brebach, dem Kreistag des Landkreises Saarbrücken und von 1960 bis 1970 dem Landtag des Saarlandes an. Ferner saß er im Vorstand des SC Halberg Brebach und des Halberger Sängerbundes.

## Ehrungen
- 1970: Bundesverdienstkreuz
- 1970: Marie-Juchacz-Plakette
- 25. April 1977: Saarländischer Verdienstorden[1]